# Liridon Kalludra
Liridon Kalludra, född 5 november 1991 i Mitrovica i f.d. Jugoslavien, är en svensk fotbollsspelare som spelar som mittfältare för IK Oddevold.

## Karriär
I januari 2008 skrev han på ett kontrakt med Ljungskile SK som då spelade i Allsvenskan. Kalludra kom då direkt från division 4-laget IFK Uddevalla. Kalludra blev också uttagen till Sveriges U 18-landslag för att vara med och spela i EM-kvalet.
Efter att spelat i Norge sedan 2010 återvände Kalludra i januari 2023 till Sverige och skrev på för Ettan Södra-klubben IK Oddevold. Han gjorde 12 mål och fem assister på 27 matcher då IK Oddevold vann Ettan Södra 2023 och blev uppflyttade till Superettan. I december 2023 förlängde Kalludra sitt kontrakt med två år.